# 冠县
冠县位于中华人民共和国山东省西部，是聊城市所辖的一个县，地处冀、鲁、豫三省交界。面积为1161平方公里，其中耕地113万亩。縣人民政府駐清泉街道紅旗北路109號。

## 历史
隋朝开皇六年（586年），析馆陶县东部和清渊县南部置冠氏县。明朝改为冠县。
清光绪十三年（1887年），法国传教士在冠县梨园屯拆毁玉皇庙，改建天主堂，激起民愤；1889年10月，义和拳首领赵三多率拳民在冠县蒋家庄马场起事，攻打教堂，后被清军镇压。
1991年，發生了百日無孩運動。

## 人口
根據第七次全国人口普查數據，截至2020年11月1日零時，冠縣常住人口為719354人。

## 行政区划
冠县下辖3个街道办事处、12个镇、3个乡：
清泉街道、崇文街道、烟庄街道、贾镇、桑阿镇、柳林镇、清水镇、东古城镇、北馆陶镇、店子镇、定远寨镇、辛集镇、梁堂镇、范寨镇、甘官屯镇、斜店乡、兰沃乡和万善乡。

## 交通
- 铁路：邯济铁路冠县站
- 公路： 309国道过境。

## 名人
Category: 冠县人